# Alphonse Bernoud
Jean-Baptiste dit Alphonse Bernoud (Alfonso Bernoud en italien), né le 4 février 1820 à Meximieux dans l'Ain et mort le 24 novembre 1889 à Lyon, est un photographe français, pionnier de la photographie, actif essentiellement en Italie de 1840 à 1872.

## Biographie
Aucun élément n'est connu sur l'enfance et l'adolescence en France d'Alphonse Bernoud. Il est en Italie à partir de 1840 ; il a travaillé comme professeur de gymnastique et photographe itinérant avec un daguerréotype. Il est à San Remo en 1841 puis installe un atelier de photographie Strada Scurreria à Gênes, dans le palais Pallavicini de 1842 à 1850 ; il le transmet à Carlo Molino, son élève, et ouvre des ateliers photographiques à Florence (d'abord au 434 Santa Maria in Campo puis 5 via dell'Oriuolo), à Livourne (71 me Vittorio Emanuele) et enfin à Naples (via del Boschetto della Villa Reale, puis 256 via Toledo dans le Palazzo Berio) où il s'installe et connaît le succès,.
Bernoud participe aux expositions universelles à Paris, en 1855, où il reçoit un prix, et en 1857 (il reçoit à nouveau un prix pour des daguerréotypes représentant des animaux). Il est membre de la Société française de photographie de 1855 à 1864. Le périodique français La Lumière lui consacre deux articles en 1857 : le 3 janvier, « Préparation au collodion » qui donne des éléments techniques sur ses préparations photographiques ; le 30 mai, un article signé par Ernest Lacan. En 1861, il reçoit un prix à l'Exposition nationale de Florence avec une série de stéréoscopies, aux côtés de Pietro Semplicini qui, lui, expose des tirages de grand format
Il est nommé photographe de la cour des Bourbons à Naples, puis de la maison de Savoie. Il photographie les conséquences du tremblement de terre dans la région de la Basilicate en décembre 1857 (it) en se rendant dans les zones touchées les 20 et 29 décembre, puis le 12 janvier 1858,, ainsi que les éruptions du Vésuve le 26 mai 1858 et le 26 avril 1872. Il photographie les événements qui conduisent à la chute des Bourbons en 1860-1861.
Fin 1872, Bernoud quitte brusquement ses studios italiens (le photographe Achille Mauri prend sa succession à Naples, Gustavo Matucci à Florence et les frères Bartolena à Livourne) et revient en France, où il s'installe à Lyon. Trois ans plus tard, il présente une série de photographies botaniques à la Société française de photographie et continue à travailler comme photographe portraitiste jusqu'à sa retraite en 1886.
Il meurt âgé de 69 ans le 24 novembre 1889.

## Publications
Bernoud publie en 1864 à Livourne un album photographique, dont les textes sont rédigés par Pietro Ferrigni (it)  sous le pseudonyme de Yorick : L'Italia contemporanea : grande album fotografico illustrato di celebrità artistiche, letterarie, politiche, diplomatiche e militari, à l'adresse « Stabilimento fotografico di Alfonso Bernoud ».

## Collections
- Musée Nicéphore-Niépce, Chalon-sur-Saône.
- National Portrait Gallery, Londres.

## Expositions
- 7 avril - 19 juillet 2009 : Voir l'Italie et mourir. Photographie et peinture dans l'Italie du XIXe siècle, Musée d'Orsay, Paris[11].

- 22 juin - 25 septembre 2018 : Alphonse Bernoud pioniere della fotografia : luoghi, persone, eventi, Certosa di S. Martino - Museo nazionale di San Martino, Naples[12].

## Galerie

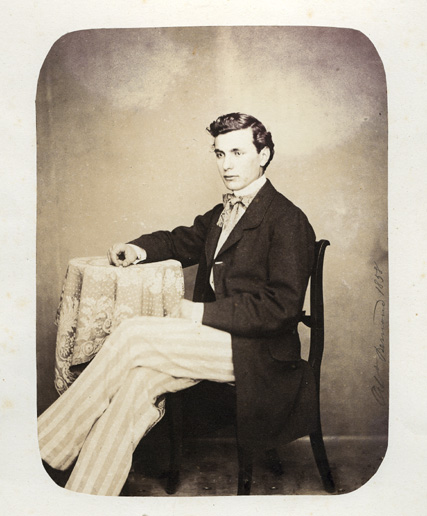
Le comte Francesco Tozzoni, 1858.
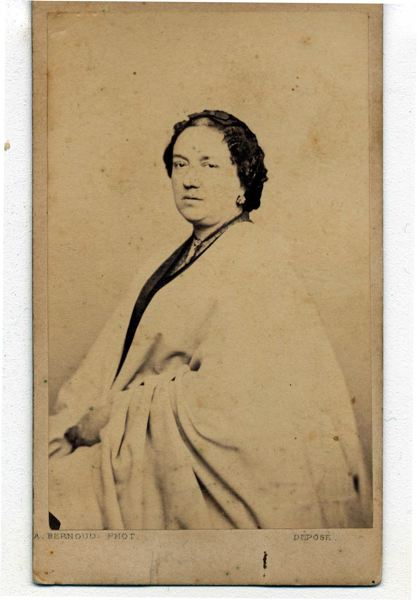
La cantatrice Balbina Steffenoni, 1860.
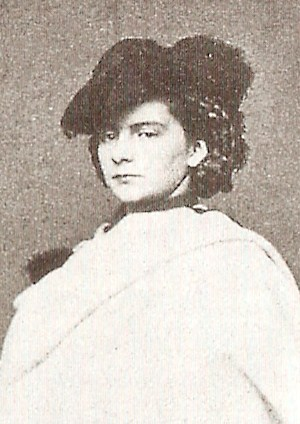
Marie Sophie, reine consort des Deux-Siciles.
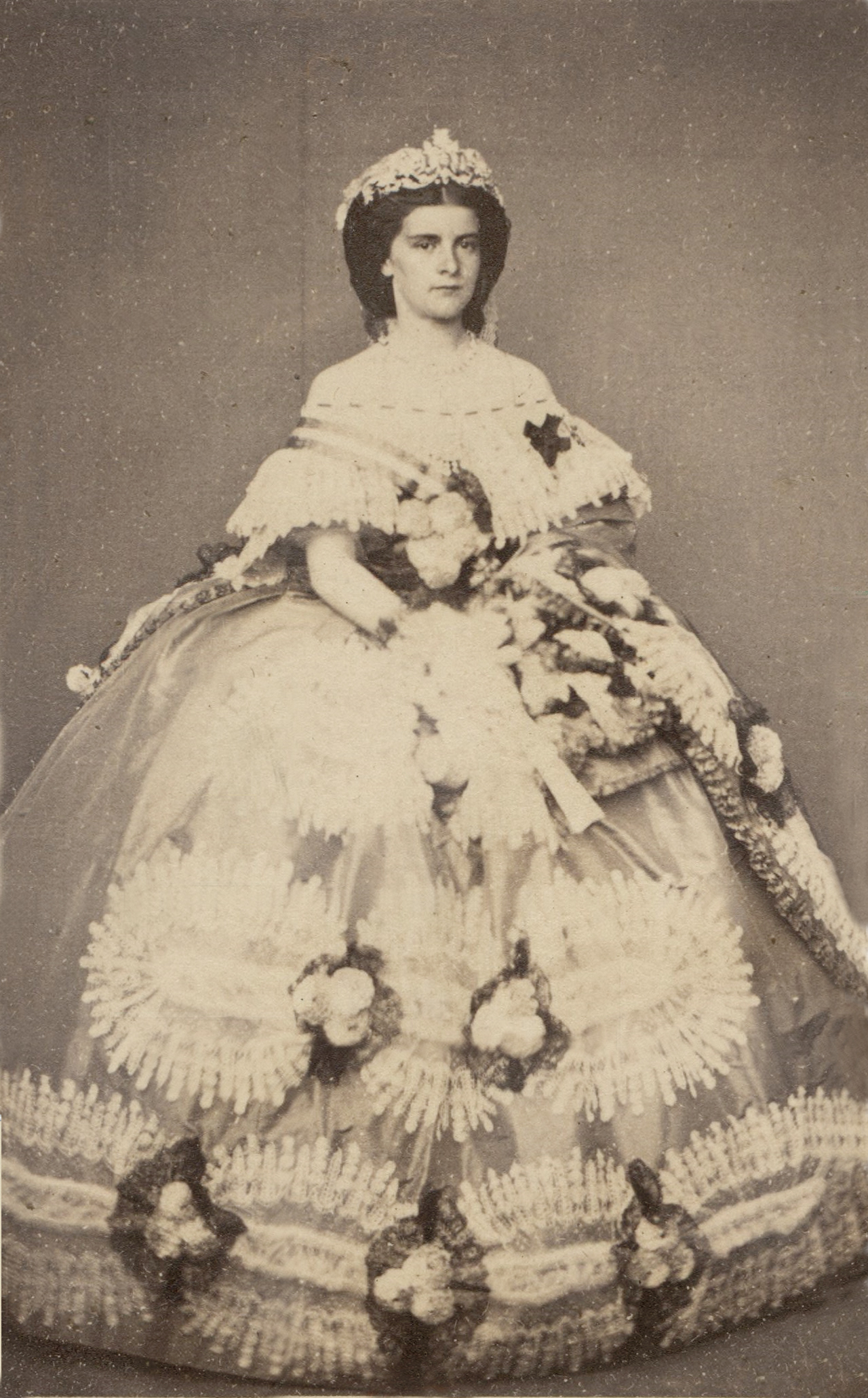
Marie Sophie, reine consort des Deux-Siciles, 1860.
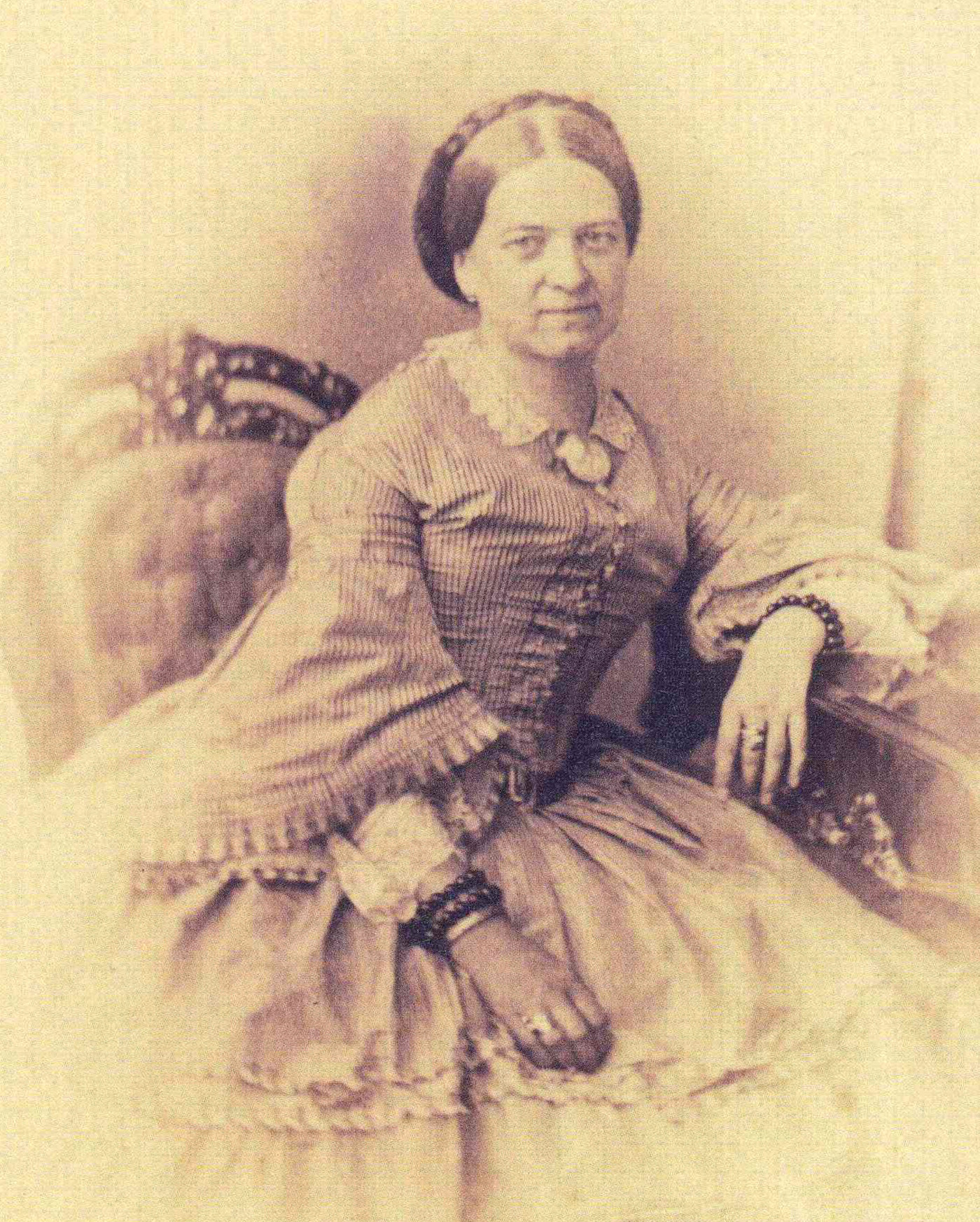
Clara Maffei.
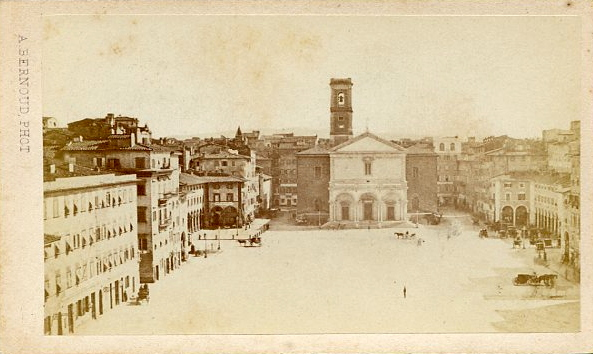
Cathédrale de Livourne.
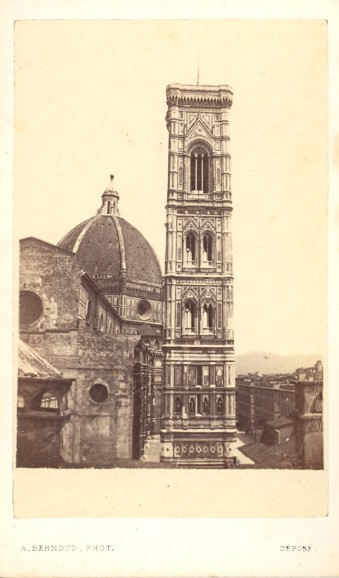
Dôme et campanile de Florence, vers 1860.
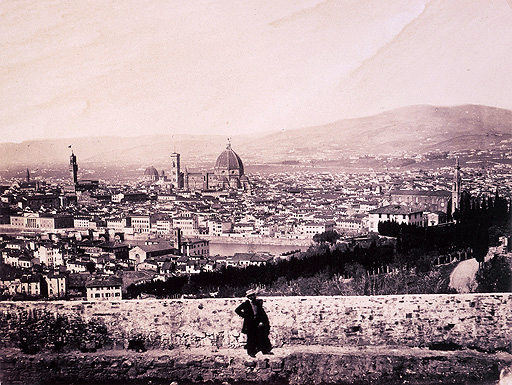
Panorama de Florence depuis la basilique San Miniato, vers 1862.
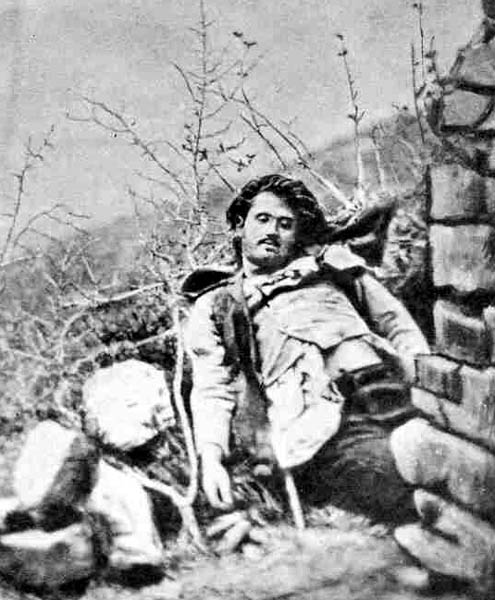
Cadavre du hors-la-loi Ninco Nanco, peu après son exécution par la Garde nationale d’Avigliano le 13 mars 1864.
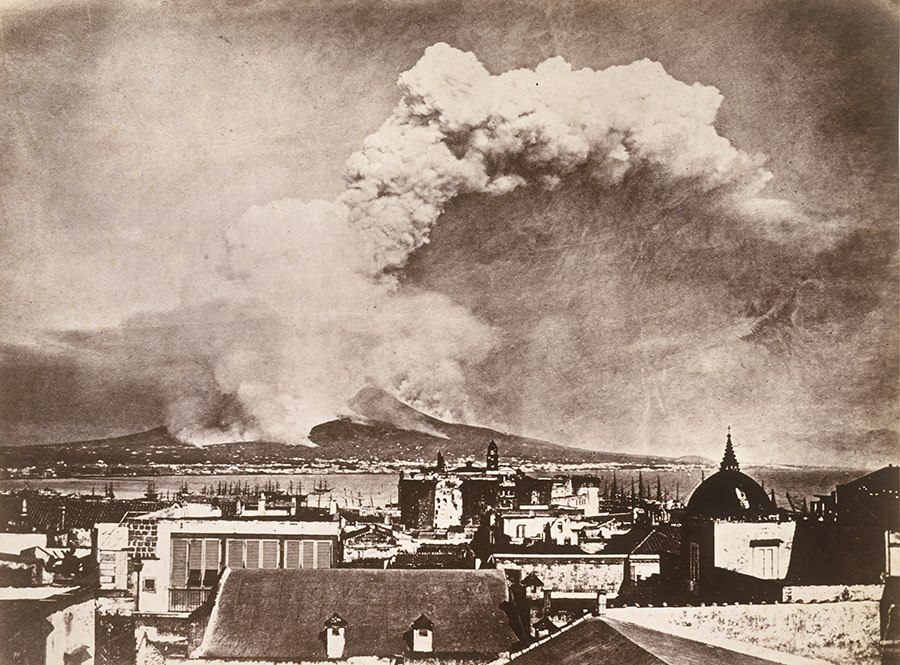
L'éruption du Vésuve, 26 avril 1872.
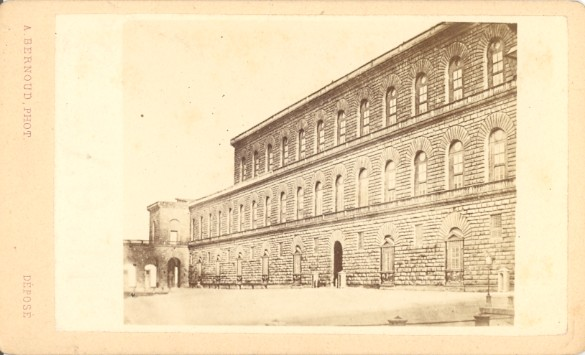
Le Palazzo Pitti à Florence, vers 1875.
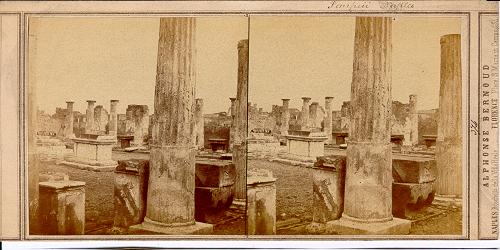
Le temple d'Apollon à Pompéi, photographie stéréoscopique.